# 611 هـ
611 هـ هي سنة في التقويم الهجري امتدت مقابلةً في التقويم الميلادي بين سنتي 1214 و1215.

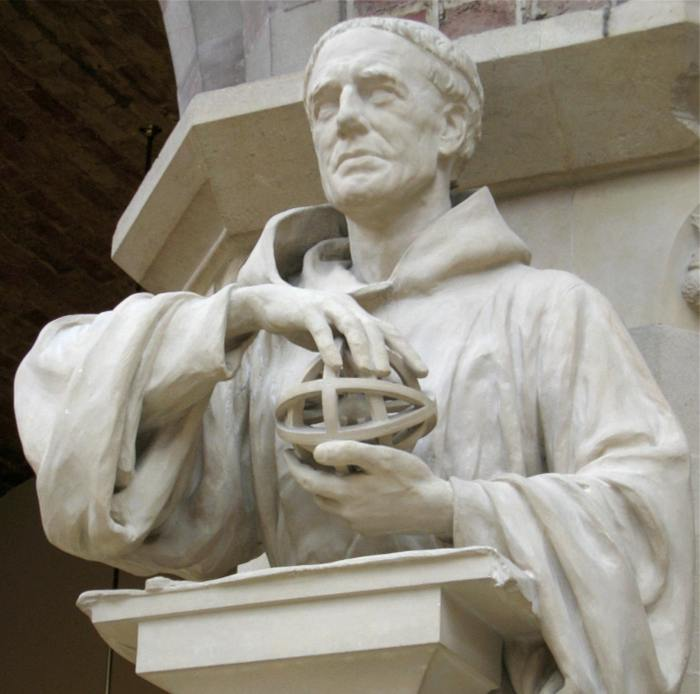
روجر باكون

## أحداث
- قيام سلطنة هرمز العربية المستقلة

## مواليد
- ظهير الدين الكازروني، كاتب، ومؤرخ عراقي.
- روجر باكون

## وفيات
- أبو الحسن الهروي